# Крепостные стены Висбю
Крепостная стена Висбю (швед. Visby ringmur, иногда Visby stadsmur, «кольцевая или городская стена Висбю») — средневековое оборонительное сооружение, окружающее шведский город Висбю на острове Готланд. Как сильнейшая, крупнейшая и наиболее сохранившаяся средневековая городская стена Скандинавии является важной составляющей частью объекта всемирного наследия Ганзейского города Висбю. Бо́льшая часть стены и башен сохранились невредимыми. В настоящее время длина сохранившейся части стены составляет 3,44 км из изначальных 3,6 км. Сохранились 27 из 29 больших башен и 9 из 22 малых. Также сохранилась большая часть системы рвов. Вокруг стены практически отсутствуют современные здания, а в Старом городе Висбю сохранились многие средневековые постройки. Это создаёт уникальную и цельную картину средневековой крепостной стены в практически неизменном виде.

## История
Старейшей частью стены является башня Kruttornet («Пороховая башня»), которая была сооружена в XII веке у входа в гавань (ныне на её месте парк Альмедален), что также делает её старейшим уцелевшим гражданским сооружением в Северной Европе. Дизайн стены, обращённой к морю показывает, что она старше, чем стены, защищающие город со стороны суши. Она была построена около 1250 года и окружала гавань. Двойные ворота между Kruttornet и Lilla Strandporten, предположительно, служили таможенным проходом в этой старейшей стене. Строительство полноценной защитной стены началось в 1270-x и 1280-x гг. Первая стена была высотой 5-6 м. и была оборудована платформами для лучников и бойницами. С помощью дендрохронологии было установлено, что Österport («Восточная башня») была построена не ранее 1286, Norderport («Северные ворота») — ок. 1289, а Snäckgärdsporten — в 1294. В период 1290-х и ранних 1300-х гг. между воротами было добавлено около 20 больших башен.
Строительство стены, вероятно, связано с конфликтами между городом Висбю и тингом Готланда, приведшими к гражданской войне в 1288 году. Часть разрушенной стены к востоку от Kvarntornet («Мельничная башня»), вероятно датируется началом этой войны, когда город был захвачен и разграблен.
Городские стены нетипичны для средневековой Северной Европы, поэтому её наличие в Висбю свидетельствует о важной торговой роли города. Помимо Висбю, лишь в Стокгольме и Кальмаре были городские стены.
Последняя крупная реконструкция стены произошла в 1350-х, когда стену укрепили и увеличили ещё на 3-4 м. Также было добавлено около 20 новых башен на восточную часть стены. Когда король Дании Вальдемар IV Аттердаг захватил город в 1361, он приказал разрушить часть стены в качестве символа подчинения города. Эта часть стены была восстановлена в 1363 году. Угловая башня, известная как Silverhättan («Серебряная шапка»), предположительно датируется периодом, когда Висбю принадлежал Тевтонскому ордену (1398—1408). Также возможно, что две малые башни, обращённые к морю, относятся к тому же периоду. Последней крупной атакой на город стала атака города Любек в 1525 году. Традиционно считается, что Lübeckerbräschen («Любекская брешь») является местом, где войска смогли пробить стену и ворваться в город, но более вероятно, что этот участок стены обвалился в более поздний период. Однако «брешь» действительно находится в той части стены, где армия Любека могла подорвать оборону города.
В период между XVII в. и ранним XVIII в. на восточную часть стены были добавлены 2 капонира. К тому времени стена утратила свои качества как защитное сооружение и сохранилась только благодаря её использованию как таможенного барьера. Когда внутренние пошлины были отменены в 1810, городская стена уже была известной достопримечательностью, что обеспечило её выживание. В 1884—1886 гг. архитектором Эмилем Виктором Ланглетом была проведена реконструкция стены.

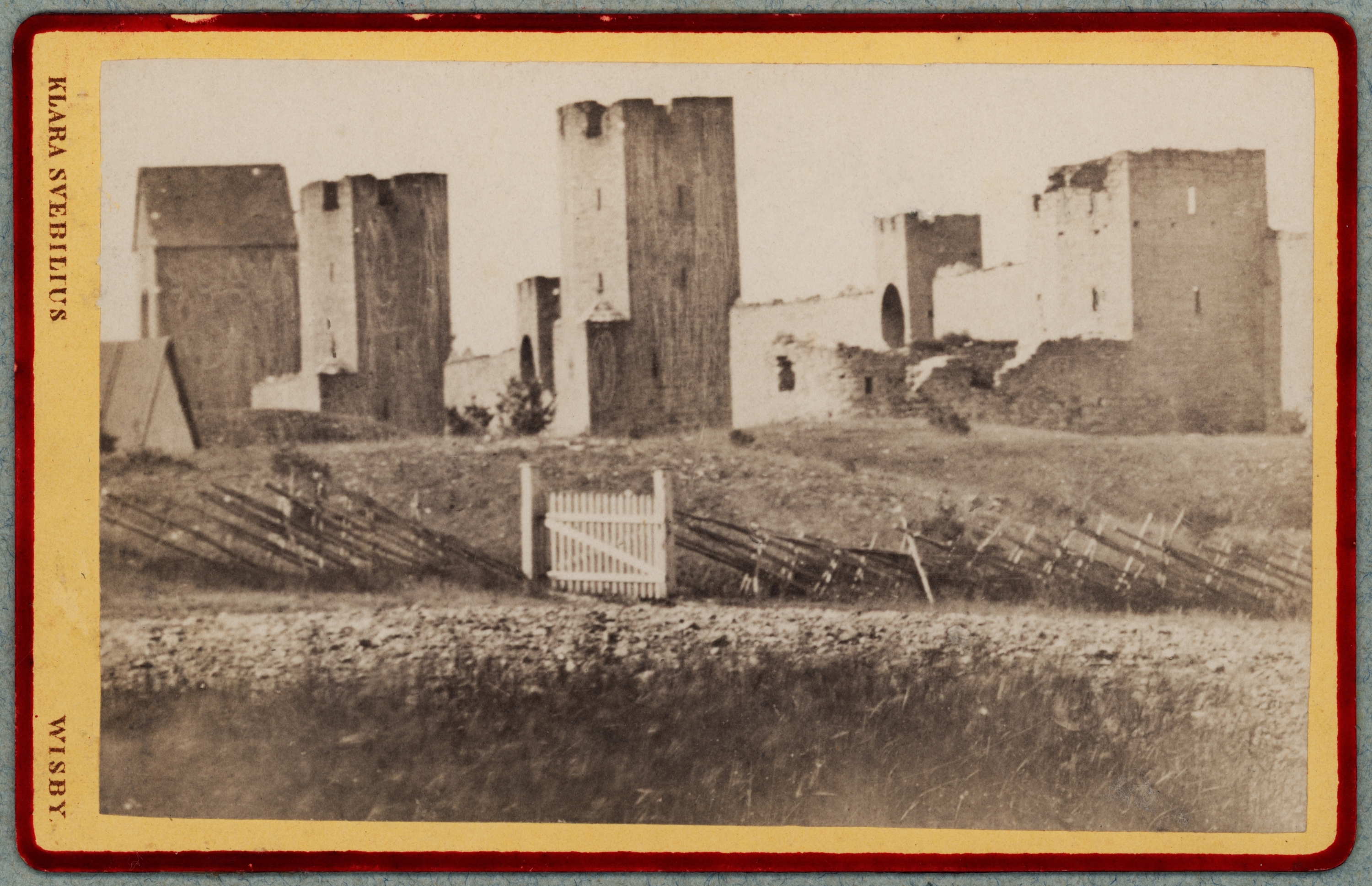
Северо-восточная часть крепостной стены, вторая половина XIX века.

В 2012 году 10-метровая секция внешней облицовки стены обрушилась, а затем была восстановлена в 2013 году.

## Строительство

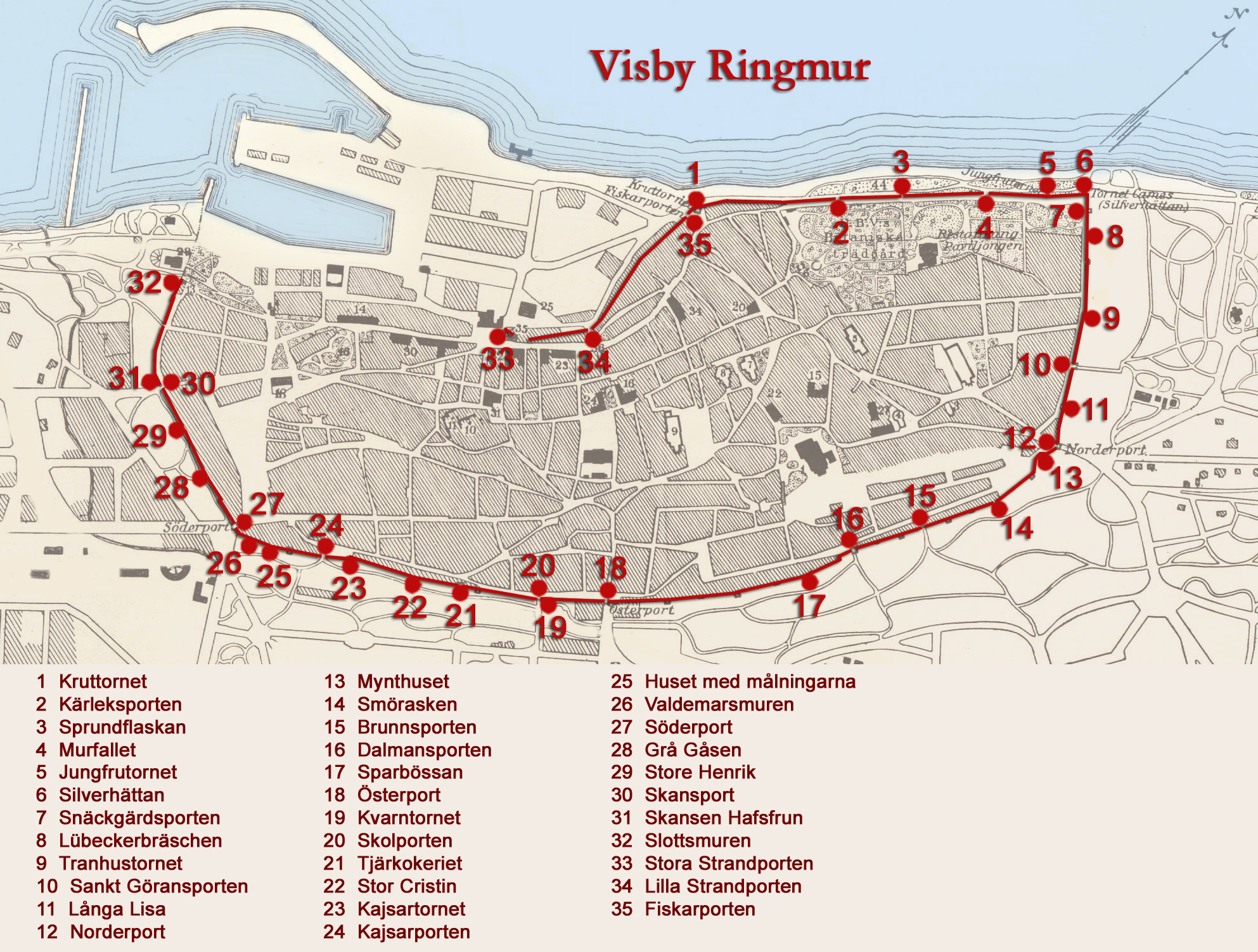
Крепостная стена Висбю

Стена строилась в течение двух периодов, XIII и XIV вв., из местного известняка, известнякового щебня и известкового раствора. Первая стена была ниже, чем сейчас и представляла собой две тонких стены из известняковых блоков и щебня, заполняющего пространство между ними. Когда высота стен была увеличена во время второй фазы строительства, блоки известняка, стабилизированные известковым раствором, были добавлены на верх первой стены. Таким образом, большая часть веса лежит на тонких внешних слоях первой стены. Во время реконструкций XX века стена была усилена с помощью цемента. В ходе двух фаз строительства крепостной стены часть городских домов были встроены в неё.
Стена окружает Старый город Висбю, который построен на крутом склоне, обращённом к Балтийскому морю. Ближайшая к морю западная часть стены построена на суше примерно в 2 м выше уровня моря. В сторону севера и юга стена восходит по склону, известному как Klinten, в восточной части стены высота склона над уровнем моря достигает 40 м.

## Башни, строения, ворота и части стены
| Примерный перевод                      | Название на шведском          | Изображение | Описание | Координаты                      |
| -------------------------------------- | ----------------------------- | ----------- | --- | ------------------------------- |
| Пороховая башня (Ранее «Овечья башня») | Kruttornet (ранее Lambtornet) |             | Kruttornet — старейшая башня, защищавшая гавань, на месте которой в настоящее время находится парк Альмедален. Была построена в 1160-61 гг. как свободно стоящая защитная башня, в связи с торговым соглашением с герцогом Саксонии. Изначально существовала аналогичная башня на противоположной стороне гавани, её остатки были найдены в подвале одного из жилых домов. Сама гавань также исчезла из-за пост-ледникового поднятия земли. С вершины башни можно было вести стрельбу прямо по прибывающим кораблям. У башни отсутствовали ворота, доступ в башню осуществлялся с помощью приставной лестницы через небольшой люк в стене на уровне 10 м над землёй. Такой дизайн затруднял атакующим доступ к башне. Название «Пороховая башня», было дано в значительно более поздний период. Во время войны с Данией в 1361 г. и с перерывами между 1394 и 1487 гг., башня служила обеим сторонам складом для пороха, так как представителям Висбю было обыденно менять поддерживаемые стороны. | 57°38′31″ с. ш. 18°17′29″ в. д. |
| Ворота любви                           | Kärleksporten                 |             | Kärleksporten были построены в 1872 г. на месте обвалившейся части стены, которая использовалась местными рыбаками как проход между Strandpromenaden («Пляжный променад») и областью, ныне известной как Ботанический сад Висбю. Стена к северу от Kruttornet, обращённая к морю, изначально не имела башен. Название прохода с овальной аркой на самом деле происходит от покрытых дёгтем верёвок, что находились на внутренней части стены в Средние века. Похоже звучащее Tjärporten (Чепутен, «Дегтярные ворота») преобразовалось в Kärleksporten (Челекспутен, «Ворота любви»). Существует традиция, по которой парочки, проходящие через проход, должны остановиться и поцеловать друг друга. Стены прохода покрыты романтическими посланиями. | 57°38′38″ с. ш. 18°17′34″ в. д. |
| Щелевая бутылка[уточнить]              | Sprundflaskan                 |             | Sprundflaskan. Эта башня была построена в конце XIV в., либо в начале XV в., и служила как для усиления защиты города, так и для укрепления слабого места в стене. Текущее название используется с XVII века и, вероятно, отражает форму башни, напоминающую бутылку. | 57°38′46″ с. ш. 18°17′44″ в. д. |
| Падшая стена                           | Murfallet                     |             | Murfallet. Как понятно из названия, эта часть стены обрушилась. На наружной стороне стены есть небольшой холм, который может содержать фрагменты разрушенной стены. Также вероятно, что на этом месте была башня. В настоящее время используется как проезд для автомобилей. | 57°38′47″ с. ш. 18°17′45″ в. д. |
| Девичья башня                          | Jungfrutornet                 |             | Jungfrutornet была построена в XV в. для усиления обороны города против атакующих со стороны моря. Традиционно название относят к легенде о дочери Нильса Гулдсмеда (Nils Guldsmed), которую обвинили в предательстве Висбю из-за того, что она впустила в город войска Вальдемара IV, и в качестве наказания замуровали заживо в стену башни. Позже было доказано, что в то время башни не существовало. Более вероятно происхождение названия от меры объёма под названием jungfru («дева», 82 мл.). | 57°38′47″ с. ш. 18°17′45″ в. д. |
| Серебряная шапка/Граф                  | Silverhättan/Kames            |             | Silverhättan или Kames — самая поздняя башня стены, построенная Тевтонскими рыцарями, правившими Готландом в 1398—1408 гг. Имя Kames известно с XVII в. и происходит от лат. comes, означающего граф. Другое название, Silverhättan, происходит от ранее существовавшей крыши серебряного цвета, вероятно свинцовой. Башня входит в группу наиболее поздних защитных башен и находится на углу между стеной, обращённой к морю и стеной, обращённой к суше. Башня поддерживается двумя контрфорсами. На вершине башни, на третьем этаже снаружи, располагались деревянные галереи для лучников. На том же этаже было место для сигнального огня. Во время Северной войны в начале XVIII века бойницы были расширены. Шведы опасались, что русские войска, ранее разорившие восточный берег острова, нападут на Висбю. Губернатор и генерал-майор Андерс Спарфелдт оборудовал часть стен, ворот и башен огнестрельным оружием. «Серебряная шапка» являлась ключевым защитным сооружением, обороняя берег к северу от города. | 57°38′48″ с. ш. 18°17′45″ в. д. |
| Snäckgärdsporten[уточнить]             | Snäckgärdsporten              |             | Snäckgärdsporten была известна под многими названиями, в числе которых Västerport («Западные ворота»). Это одни из старейших ворот стены. В XVIII веке ворота были заблокированы и не открывались до реконструкции в 1885 году. С 1840-х и на протяжении нескольких десятилетий помещения ворот использовались в качестве заведения, подававшего кофе, чай и пунш. Сами ворота оснащены слотом для опускной решётки для защиты от атак при помощи таранов. В дополнение к внутренним стенам это обеспечивало защиту воротам, являющимися слабыми местами в стенах. В 2009 году были установлены новые деревянные этажи и лестницы, что сделало башню новой обзорной площадкой. Проход на башню расположен во внутренней части стены и лежит через Silverhättan. | 57°38′47″ с. ш. 18°17′47″ в. д. |
| Любекская брешь                        | Lübeckerbräschen              |             | Lübeckerbräschen — название частично обрушенной секции северной стены. Вероятно, что здесь силы Любека атаковали город в 1525 году. Во время археологических раскопок на этом месте были обнаружены наконечники стрел. Во время нападения значительная часть Висбю была разграблена и сожжена. Множество домов и церквей так никогда и не были восстановлены, и на территории города находится множество руин церквей. Недавние исследования показали, что обрушение стены не связано с атакой 1525 года, но место атаки пересекается с местом этого фрагмента стены. На стене располагалась башня, которая, обрушившись, утянула за собой окружавшие её стены. Секция стены была возведена на неустойчивой земле, что могло привести к сдвигу основания башни и, как следствие, её обрушению. | 57°38′47″ с. ш. 18°17′49″ в. д. |
| Башня рыбьего жира                     | Tranhustornet                 |             | Tranhustornet. Башня располагается к востоку от Lübeckerbräschen. На карте XVIII века обозначена как место добычи жира из рыбы, что и дало её название. К востоку от башни расположен каменный дом, возраст которого превышает возраст стены. | 57°38′45″ с. ш. 18°17′55″ в. д. |
| Ворота Святого Георга                  | Sankt Göransporten            |             | Sankt Göransporten. Дорога из этих ворот ведёт от центра города к ныне разрушенным богадельне и церкви Святого Георга. Снаружи башни лежит мост через Nordergravar («Северные рвы»), часть средневековой оборонительной системы. В старых документах ворота называются Andre Lång Henrik («Почти высочайший Генри»), что могло быть средневековым названием. В XIX веке ворота были известны как Ödeporten («Заброшенные ворота»), а в начале XX в. стало использоваться текущее имя. Постройка ворот может быть связана с постройкой ранее упомянутых богадельни и церкви, которые являлись средневековым лепрозорием. В середине XVIII века ворота были заблокированы, возможно в связи с установкой очага для варки дёгтя для изготовления верёвок. Башня подвергалась атаке с помощью осадной машины, свидетельством чему служит камень от катапульты, застрявший в одной из бойниц на четвёртом этаже. Мост через ров был перестроен в 1901 году. По обеим сторонам от ворот видны следы обрушившихся башен. | 57°38′43″ с. ш. 18°17′58″ в. д. |
| Высокая Лиза                           | Långa Lisa                    |             | Långa Lisa — шестиэтажная башня, является высочайшей башней стены. Башня сохранила оригинальное средневековое название. Во время осмотра в 1901 году в нишах верхних этажей были найдены камни от катапульт. Они были частью арсенала башни. | 57°38′41″ с. ш. 18°18′01″ в. д. |
| Северные ворота                        | Norderport                    |             | Norderport — одна из старейших башен, служила главным входом в город для людей и товаров из северной части острова. Первоначально в стене были лишь простые ворота. Всё ещё виден слот для таможенного барьера, обрамлённый деревом. Проём ворот был, вероятно, перестроен вместе с постройкой башни. Norderport и Österport — старейшие башни стены и были построены вскоре после возведение первой стены в 1280 году. Norderport стоит на крутом склоне. Ворота построены надёжно и обладали отличным оборонным потенциалом. Внешние деревянные ворота усилены герсой. Отверстия для цепей и верёвок для поднятия решётки всё ещё существуют. Через другие отверстия могли выливать воду на случай, если нападающие попытаются поджечь ворота. На внешних опорах стены прикреплены железные кольца. Скорее всего, они использовались для закрепления цепи, что могла быть натянута через весь проход. В мирные времена ворота были обычно открыты, а проход преграждала лишь цепь. В помещениях над воротами располагались очаги, что показывает, что ворота постоянно охранялись целую зиму. На нескольких этажах бойницы были расширены в 1710 году для размещения пушек. На вершине башни видны следы внешней галереи для лучников. В XVII веке пожар уничтожил все деревянные части от Norderport до Silverhättan. В настоящее время ворота используются в том числе для проезда автомобилей. | 57°38′40″ с. ш. 18°18′03″ в. д. |
| Монетный двор                          | Mynthuset                     |             | Mynthuset. Несмотря на имя, не существует свидетельств о том, что эта постройка когда-либо служила как монетный двор. Северная и восточная стены здания являются частью городской стены, что может свидетельствовать о том, что здание старше стены. Дендрохронологические исследования показали, что здание построено примерно в 1225 году, а затем встроено в стену в 1280-х. Судя по возрасту, названию и расположению, здание использовалось для сбора пошлин. Также возможно, что оно могло использоваться как склад. Здание расположено под углом к стене, и из-за его расположения было трудно построить стену вокруг него. Вместо этого здание было встроено в стену, укреплено и превращено в трёхэтажную башню. На северном фронтоне здания видны закрытые отверстия для товаров. Южные и западные стены исчезли после разрушительного пожара. | 57°38′38″ с. ш. 18°18′04″ в. д. |
| Коробка масла                          | Smörasken                     |             | Smörasken — один из двух капониров (вместе с Sparbössan), построенных в XVI в. для возможности вести фланговый огонь во время обороны города. Оба капонира — полукруглые укрепления, соединённые с башнями и выступающие из стены. В этой компоновке соединяются военные доктрины двух эпох: арбалеты и огнестрельное оружие. Арбалетчики защищали высокие, труднодоступные башни от солдат с огнестрельным оружием, появление которого делало стены более уязвимыми. Появление капониров позволило вести анфиладный огонь параллельно стене. В капонирах три этажа: низкий погреб и две артиллерийских палубы. Название Smörasken известно с 1723 года. | 57°38′36″ с. ш. 18°18′05″ в. д. |
| Колодезные ворота                      | Brunnsporten                  |             | Brunnsporten. Город Висбю внутри городских стен имел трудности с наличием пресной воды и имел лишь несколько колодцев. В 1863 был вырыт колодец в Östergravar («Восточные рвы») снаружи восточной части стены. В то же время для обеспечения доступа к колодцу были построены ворота. Дизайн ворот был взят из ворот и церквей острова, придав им отличающуюся от остальных ворот стены форму. | 57°38′33″ с. ш. 18°18′03″ в. д. |
| Башня Далмана                          | Dalmanstornet                 |             | Dalmanstornet была построена как башня для ворот в более ранней стене. Имя относится к одному из вице-губернаторов Готланда, Ларсу Рейнхолду Далману (Lars Reinhold Dalman), в 1784 году приспособившего башню под склад зерна. На внутренней стороне стены находились параллельные защитные стены, укреплявшие ворота. На внешнем фасаде видны остатки ниши, предназначавшейся для статуэтки святого или герба. В какой-то момент времени декоративный элемент был перемещён в место над гарсой. Комната башни с цилиндрическим сводом оборудована лавками, а в верхней комнате имеется камин с трубой, ведущей на вершину башни. Благодаря высоте башни (ок. 17 м) и тому, что она располагается на возвышении, она использовалась в качестве ориентира для кораблей, направляющихся в Висбю. Во время преобразования башни в зернохранилище в 1784 году открытая часть башни на внутренней стороне стены была застроена, и башня получила современную крышу. | 57°38′29″ с. ш. 18°18′01″ в. д. |
| Копилка                                | Sparbössan                    |             | Sparbössan. Этот капонир был построен во рве ниже Dalmanstornet в середине XVI века. С 1830-х по 1900 г. площадь перед ним использовалась как стрельбище, и на стене капонира видны следы от пуль. | 57°38′27″ с. ш. 18°18′02″ в. д. |
| Восточные ворота                       | Österport                     |             | Österport — ворота, ведущие к восточному и центральному Готланду. Вероятно, этот путь был важнейшим с самого основания Висбю. Над старыми воротами была возведена пятиэтажная башня. Три из пяти этажей не имели выходов в сторону города. В комнате над воротами были очаг и туалет, что означает, что ворота обслуживались на постоянной основе. В настоящее время поверхность дороги, проходящей через ворота, примерно на 1 м выше, чем во время постройки ворот, так как дорожные покрытия со временем наслаивались друг на друга. В XVII веке сохранилась лишь внешняя защита башни, состоявшая из двух параллельных стен, идущих под углом из городских стен на длину около 25 м, и защищающих ворота и мосты через рвы. В 1873 году всё ещё были в сохранности Северные, Восточные и Южные ворота. Оригинальные ворота из Österport сохранены и в настоящее время выставлены во дворе музея Готланда. Все официальные объявления вывешивались на городских воротах и на Stora Torget («Большая/Главная площадь») до 1811 года, когда была основана первая газета Готланда(Wisby Tidning). Во время Северной войны башню вооружили пушками. В датском отчёте 1633 г. (Hans Nielssön Strelow, Chronica Guthilandorum) утверждалось, что у Österport был «красивый шпиль», который был уничтожен пожаром в 1610 году. В настоящее время ворота открыты для пешеходов. Снаружи ворот располагается торговый центр, построенный в 1970-х. | 57°38′18″ с. ш. 18°17′53″ в. д. |
| Мельничная башня                       | Kvarntornet                   |             | Kvarntornet. Башня известна под этим названием с начала XVII века. Датский историк, посещавший город в 1753-54 гг, написал, что башня состояла из трёх этажей, полных ручных жерновов, использовавшимися для помола солода и злаков . Средневековые башни с аналогичными функциями встречались в некоторых городах Германии, например, в Ротенбург-об-дер-Таубере и в Динкельсбюле. В XIX веке в башне находилась небольшая фабрика по производству снюса. Башня полукруглая, что необычно для Висбю, но характерно для стран Балтики. Башня была построена как часть первой стены и не была затронута во время последующего увеличения высоты стен. Кроме Söderport, ни у одной из других башен нет такого же высокого качества каменной кладки. Внутри башни видны выходы на бывшую галерею для лучников. Изначально башня состояла из пяти этажей и зубчатой стеной на вершине. Внутренняя сторона башни была полностью открытой, но позже была построена стена, закрывшая её. Крыша датируется XVIII веком. На фасаде видны два камня, разбитые пушечными ядрами. | 57°38′15″ с. ш. 18°17′51″ в. д. |
| Школьные ворота                        | Skolporten                    |             | Skolporten. Когда в 1891 году снаружи городской стены была построена школа, для удобства учеников также были добавлены небольшие ворота. С тех пор ворота несколько раз расширялись, а стена у ворот частично обрушилась. В настоящее время это один из немногих въездов в Старый город для автомобилей. Школа, известная как Solbergaskolan, всё ещё находится снаружи ворот. | 57°38′15″ с. ш. 18°17′50″ в. д. |
| Дегтеварня                             | Tjärkokeriet                  |             | Tjärkokeriet — небольшое здание, встроенное в стену. Некоторое время в здании варили дёготь для изготавливаемых в городе верёвок, за что здание и получило своё имя. Здание существовало до постройки стены, предположительно являлось складом. Его встроили в первую стену, затем увеличили, и, в конце концов, превратили в защитную башню. Прямоугольное здание состоит из погреба и помещения над ним, разделённого на две части и поддерживаемого цилиндрическим сводом. Главный вход был заложен камнями, но его следы можно увидеть на южном фасаде на наружной стороне стены. Над входом на стороне здания, обращённого к городу, имеется люк, предположительно для передачи товаров. Черепичная крыша датируется периодом, когда здание использовалось для производства дёгтя. Здание и прилегающие стены, предположительно, были уничтожены в 1449 году, когда войска Эрика Померанского сражались с осаждавшими их шведами. Эрик Померанский стрелял в шведов из пушек из замка Висборг. Шведская армия располагалась неподалёку, рядом с ныне не существующей церковью в честь Святого Михаила. По отчётам того времени, многие шведские солдаты погибли, а церковь повреждена. Возможно, что в ходе того сражения стена была серьёзно повреждена. | 57°38′10″ с. ш. 18°17′43″ в. д. |
| Большая Кристина                       | Stor Cristin                  |             | Stor Cristin — одна из крупнейших башен на стене, но о её истории известно довольно мало. Название, вероятно, средневековое, а на карте 1690 года это также название прилежащего имения. | 57°38′12″ с. ш. 18°17′45″ в. д. |
| Царская башня                          | Kajsartornet                  |             | Kajsartornet. После завершения строительства первой стены были добавлены высокие башни. Первой была Kajsartornet, или просто Kajsarn. Название известно с 1750 года, но может быть и старше, и происходит от шведского слова, означающего правителя (kejsare). Башня имеет квадратную форму, и основная ей часть находится с внешней стороны стены. Как и Kruttornet, башня изначально имела глухие стены и использовалась как хранилище. Со стенами толщиной 2,6 м и необычной высотой, она была крепчайшей башней на восточной стороне стены и соответствовала Kruttornet на западной. Она могла служить главной оружейной города. Первоначальный вход с аркой на первый этаж виден на западном фасаде. У башни было 4 этажа, и, как следствие, она была выше. Верхний этаж был, скорее всего, открыт со стороны города и имел галерею для стрелков. Доступ на два из трёх верхних этажей обеспечивается внешней лестницей. Позже башня использовалась как городская тюрьма. Обвинённая в колдовстве знахарка Брита Биёрн (Brita Biörn) была заключена здесь в 1738 году. Самые ранние записи об использовании башни в качестве тюрьмы находятся из 1680-х. В 1782 к югу от башни была построена отдельная тюрьма, так как Kajsarn стала слишком примитивной и маленькой для того времени, когда начали распространяться более гуманистические идеи для систем наказаний. Тюремное здание было соединено с башней и было снесено в 1886 г. Следы этого можно заметить на внутренней стороне стены. В настоящее время в башне расположен музей тюрьмы. | 57°38′08″ с. ш. 18°17′38″ в. д. |
| Царские ворота                         | Kajsarporten                  |             | Kajsarporten. Ворота названы в честь прилегающей башни, ранее были известны как Maria Bönderbys port («Ворота Марии Бёндербю»). Построена в 1661 году. В настоящее время используется как въезд для автомобилей. | 57°38′07″ с. ш. 18°17′36″ в. д. |
| Дом с картинами                        | Huset med målningarna         |             | Huset med målningarna — один из старейших в Висбю. Он был построен в середине XIII века, позже став частью строящейся стены. По легенде, дом служил ночлегом для гостей из Аббатство Сольберги. В XIV веке он был одним из домов в районе, населённом бедняками, а в XVII веке его населяли ремесленники и купцы. С XIX века дом использовался торговцами, а в настоящее время является складом. Стены и сводчатый потолок верхнего этажа покрыты рисунками эпохи Возрождения. Вход в дом осуществляется через подвал на внутренней стороне стены. Двери и отверстия на северной и восточной частях фасада показывают, что у дома раньше была внешняя деревянная лестница к крыльце на первом этаже и далее на чердак. В подвале также находится старый неиспользуемый колодец. | 57°38′06″ с. ш. 18°17′35″ в. д. |
| Стена Вальдемара                       | Valdemarsmuren                |             | Valdemarsmuren была разрушена и затем восстановлена в неизвестный период времени. Гребень стены отличается от других участков стены, а также на ней отсутствуют бойницы. Согласно легенде, это та часть стены, которую в 1361 году разрушили король Дании Вальдемар IV и его войска разрушили, войдя в город через брешь шириной в 13 мужей. Позже было выяснено, что стена не была полностью разрушена до уровня земли. На внутренней стороне стены арки на нижнем уровне первоначальной стены остались нетронутыми | 57°38′05″ с. ш. 18°17′32″ в. д. |
| Южные ворота                           | Söderport                     |             | Söderport. Ворота расположены на юго-восточном углу стены. Название, скорее всего, средневековое и используется на старейших картах Висбю. Деревянные внешние ворота сохранялись на исходном месте до 1873 года. Следов более ранних ворот не было найдено, поэтому предполагается, что башня датируется более поздним временем. По сравнению с другими воротами, эта была построена очень деликатно и с очень тонкими соединениями. Стены башни сохранились лишь до высоты 6,5 м. Земля вокруг башни не поднималась со времён её строительства, и потому башня сохранила оригинальные пропорции. В башне есть помещение с каменными скамейками и крестовым сводом. Также там имеются две ниши, одна из них содержит скульптуру с двойным лицом, единственный декоративный элемент ворот. На втором этаже сохранилась лишь южная стена. Ранее там находилась комната с очагом. Во время археологических исследований в 1902 г. был обнаружен ряд объектов из арсенала башни. В пострадавшей от пожара части башни найдены такие объекты, как наконечники стрел и части огнестрельного оружия, которые датируются от Средних веков до начала XVII века. Следы пожара могут быть связаны с пожаром 1611 года, уничтожившего часть города и городских стен. В 1947 году, в связи с увеличением трафика, по обеим сторонам от основных ворот были добавлены проходы для пешеходов. Через эти ворота проходила главная дорога к южной части острова. | 57°38′04″ с. ш. 18°17′30″ в. д. |
| Серый гусь                             | Grå Gåsen                     |             | Grå Gåsen и Store Henrik — самые низкие из больших башен. Их высота составляет 12-13 м против 16-23 м у большинства других башен. Названия обеих башен, вероятно, оригинальные. С 1726 по 1887 г. площадь между башнями использовалась как военный полигон, и обе башни были перестроены под склады. | 57°38′05″ с. ш. 18°17′25″ в. д. |
| Большой Генри                          | Store Henrik                  |             | Store Henrik. Эта и остальные башни на южной стороне стены были первыми добавленными как сугубо защитные. В некоторых деталях они также отличаются от других башен на стене: они были помещены прямо на стену, с одной стороной, выступающей внутрь города. Позже башни были построены вровень со стеной, но передний фасад выступал за неё. Также башни вдоль южной стены более приземистые и обладают чертами романского стиля. | 57°38′05″ с. ш. 18°17′20″ в. д. |
| Шанцевые ворота                        | Skansport                     |             | Skansport названы по прилежащему шанцу Skansen Hafsfrun, построенному в 1712 г. Проход был открыт в 1879 году, отчасти для ускорения доставки на лошадях артиллерии для её развёртывания за пределами города, и отчасти для улучшения сообщения с южными районами Висбю. Проезд открыт для автомобилей. | 57°38′05″ с. ш. 18°17′16″ в. д. |
| Шанец «Дева морей»                     | Skansen Hafsfrun              |             | Skansen Hafsfrun — шанец, не являющийся частью стены. Он соединяется со стеной, но был построен снаружи неё в 1700-х гг. как платформа для пушек. Ни шанец, ни пушки ни разу не участвовали в боевых действиях. Для защиты гавани и южной части стены на шанце были установлены восемь пушек. Это произошло в то же время, когда пушками и артиллерией были оборудованы Silverhättan, Norderport и Österport. | 57°38′05″ с. ш. 18°17′15″ в. д. |
| Замковая стена                         | Slottsmuren                   |             | Slottsmuren. Расположена на юго-западном углу стены и ранее была башней под названием Segeltornet («Парусная башня»). Остатки фундамента показывают, что эта башня была крепче, чем остальные башни на южной части стены. Как и у Kruttornet, стена Segeltornet, обращённая к городу, была глухой. Боковая стена шла от башни вниз по склону по направлению к морю, что препятствовало проходу по внешней стороне стены по направлению к морю. Рядом с остатками башни расположены части той стены и ворота в более ранней стене. Эти ворота также служили проходом между внутренним двором замка Висборг и внешними оборонительными сооружениями. | 57°38′08″ с. ш. 18°17′10″ в. д. |
| Большие пляжные ворота                 | Stora Strandporten            |             | Stora Strandporten также известны как Donnersporten. Видимых остатков первоначальных ворот, фундамент которых был обнаружен во время археологических раскопок в 1989 году, не осталось. Западная часть стены называется «Морской стеной». Часть этой стены встроена в фасад Donnerska Huset к югу от ворот. Оригинальные ворота в 1710 году, вероятно, всё ещё были на месте. Новые ворота были построены в 1810 г. во время реставрации соседнего дома. | 57°38′21″ с. ш. 18°17′28″ в. д. |
| Малые пляжные ворота                   | Lilla Strandporten            |             | Lilla Strandporten — одни из старейших ворот в стене. Они были частью первой стены и были перестроены в XIII веке. В верхней части ворот была увеличена высота стены, а бойницы были заделаны. Это были одни из важнейших ворот в ранние Средние века, так как они соединяли старую гавань с Rolandstorget («Площадь Роланда»), где находилась первая в городе ратуша. | 57°38′24″ с. ш. 18°17′32″ в. д. |
| Рыбацкие ворота                        | Fiskarporten                  |             | Fiskarporten находятся рядом с Kruttornet. Построены в более поздний период Средневековья, предположительно в XV веке. Они вели к небольшой рыбацкой гавани, которая могла прилегать к главной. В настоящее время используются как проезд для автомобилей. | 57°38′31″ с. ш. 18°17′28″ в. д. |

## Другие особенности

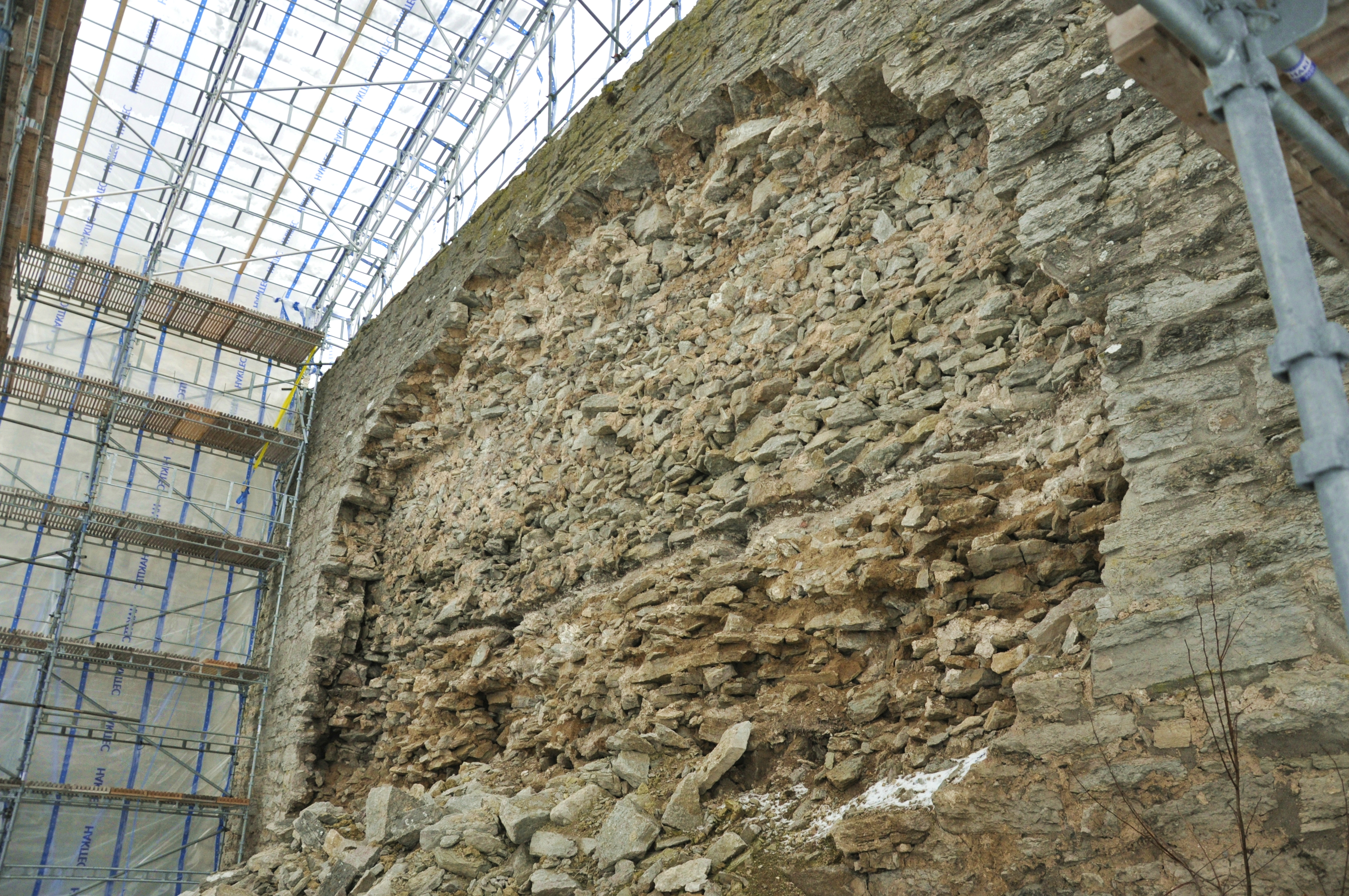
Восстановление обвалившейся части стены в 2013 году
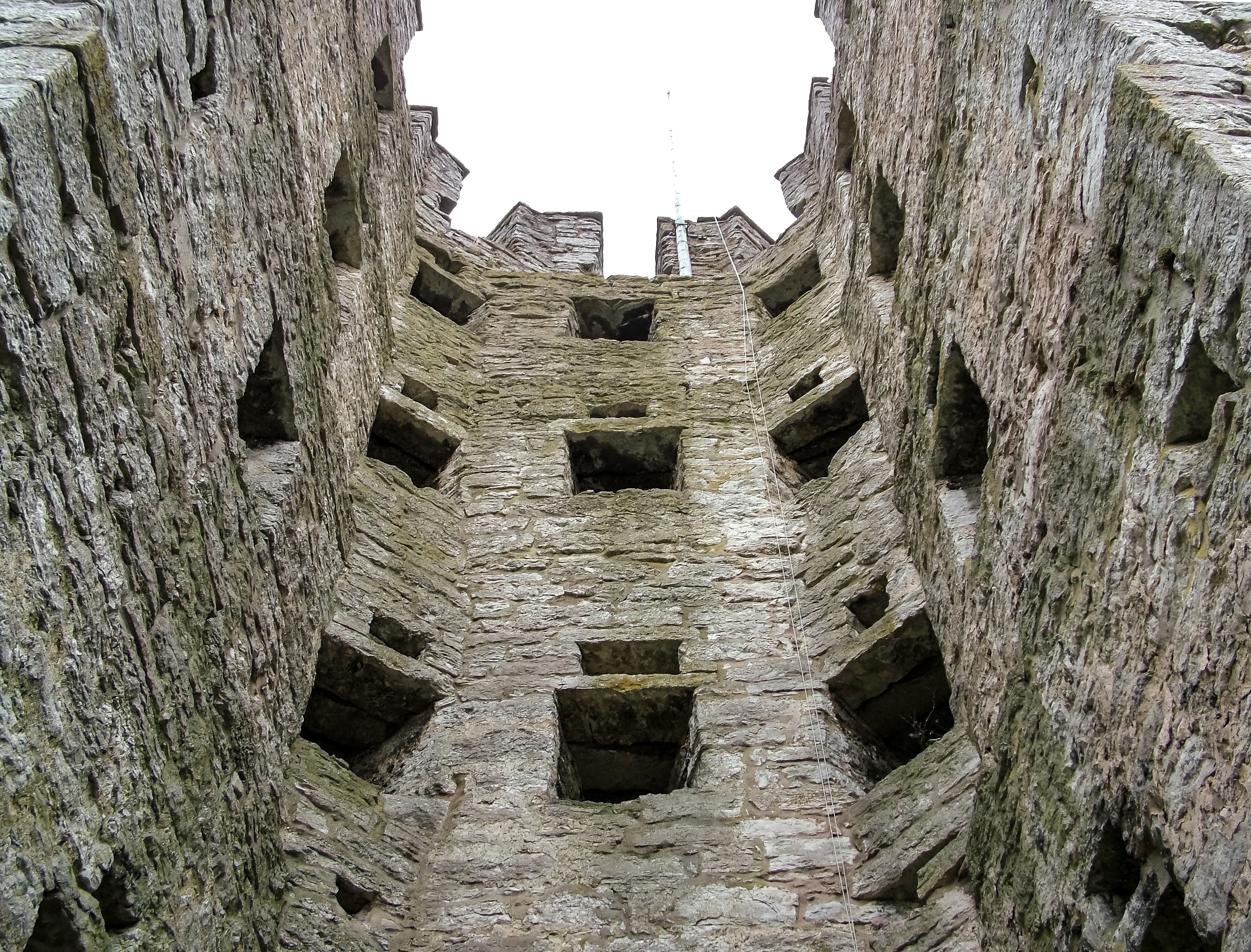
Внутри «Высокой Лизы»
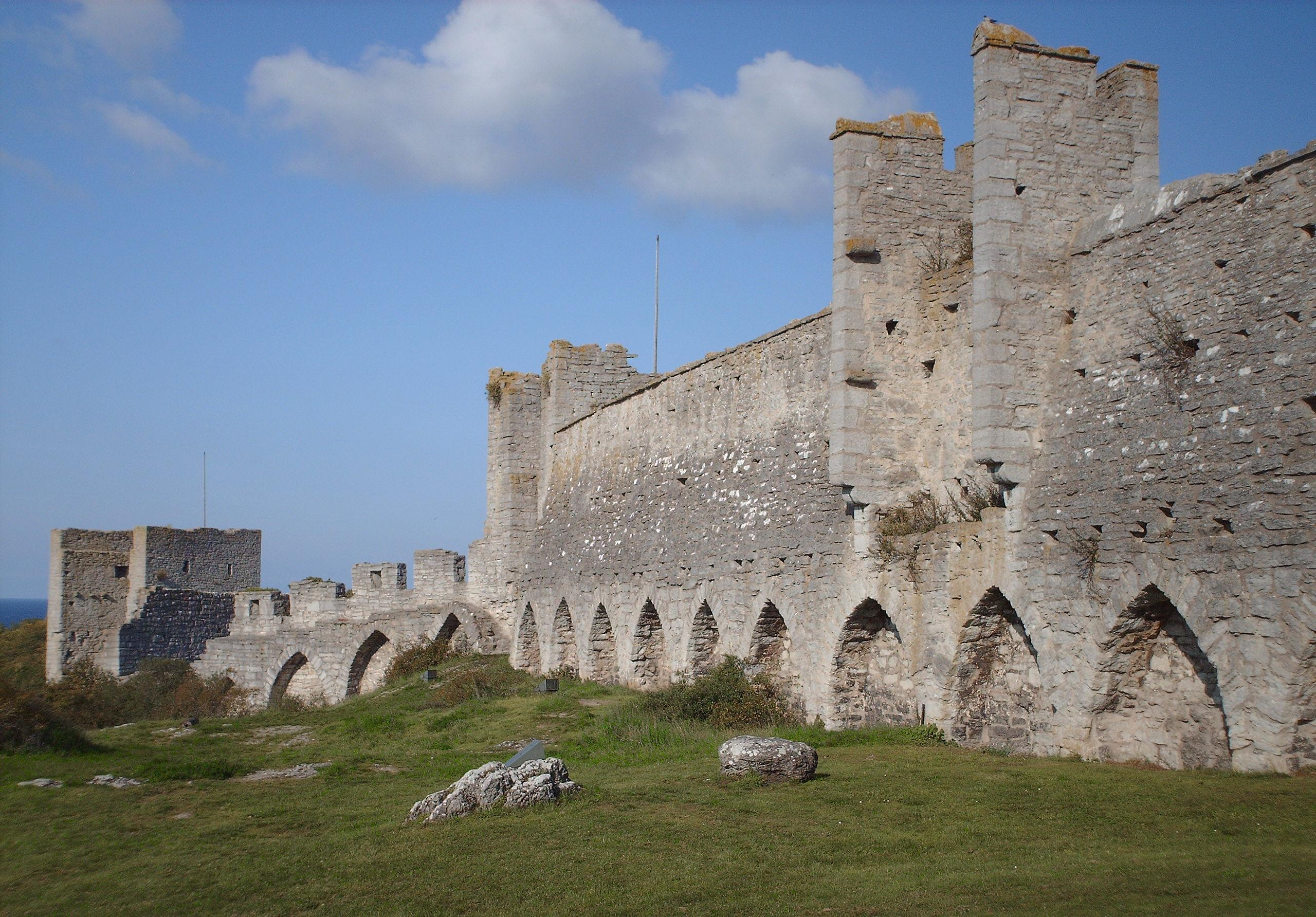
Внутренняя часть стены (между Mynthuset и Smörasken)
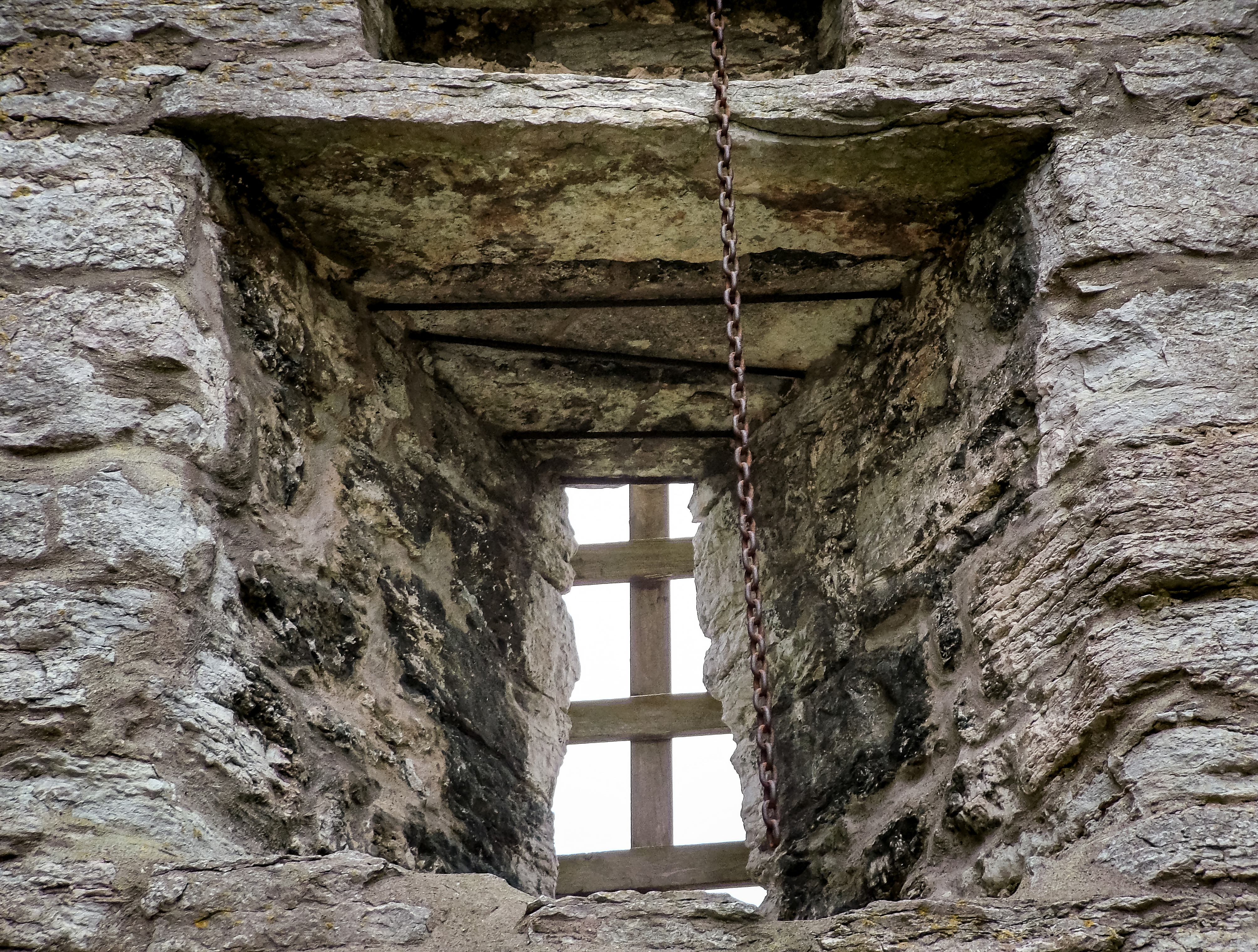
Амбразура в стене
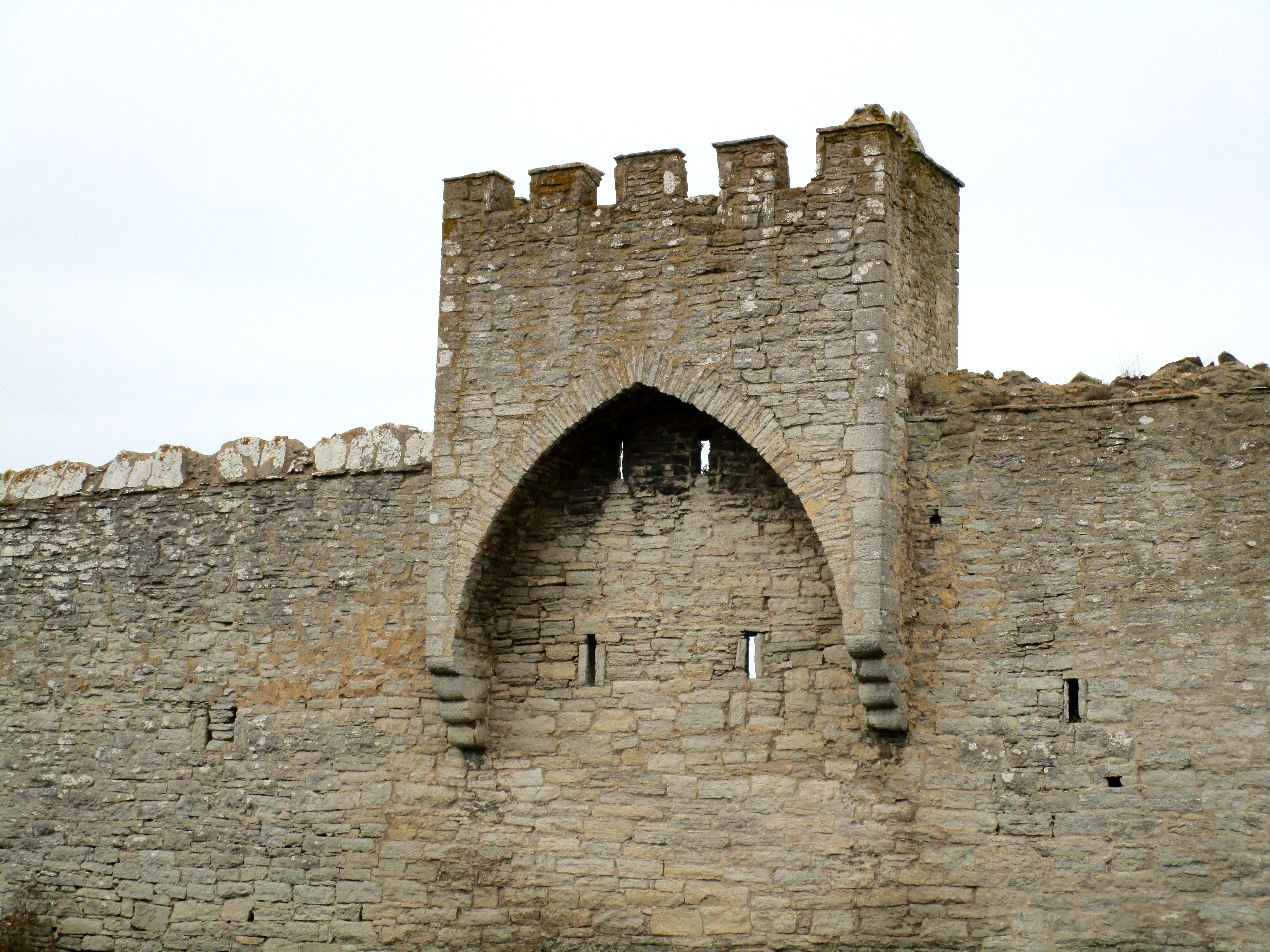
Малая башня на стене к западу от «Южных ворот»
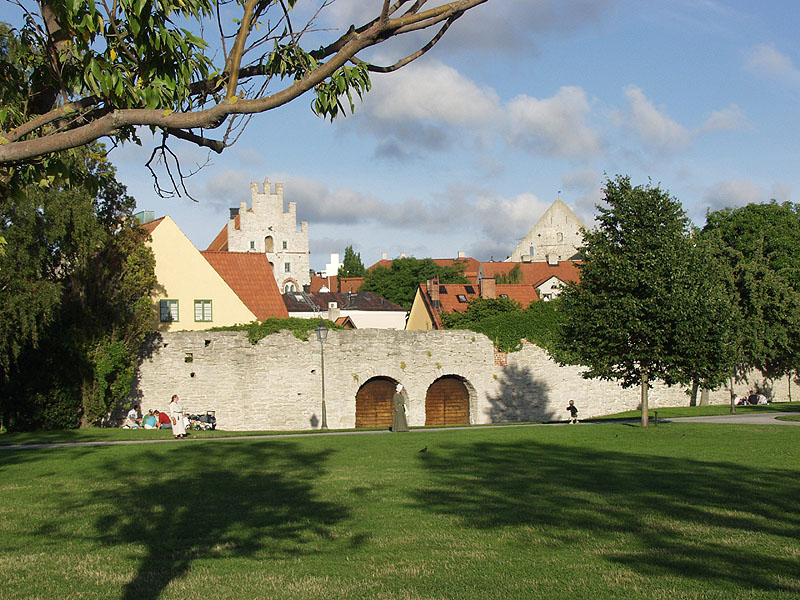
Стена у парка Альмедален
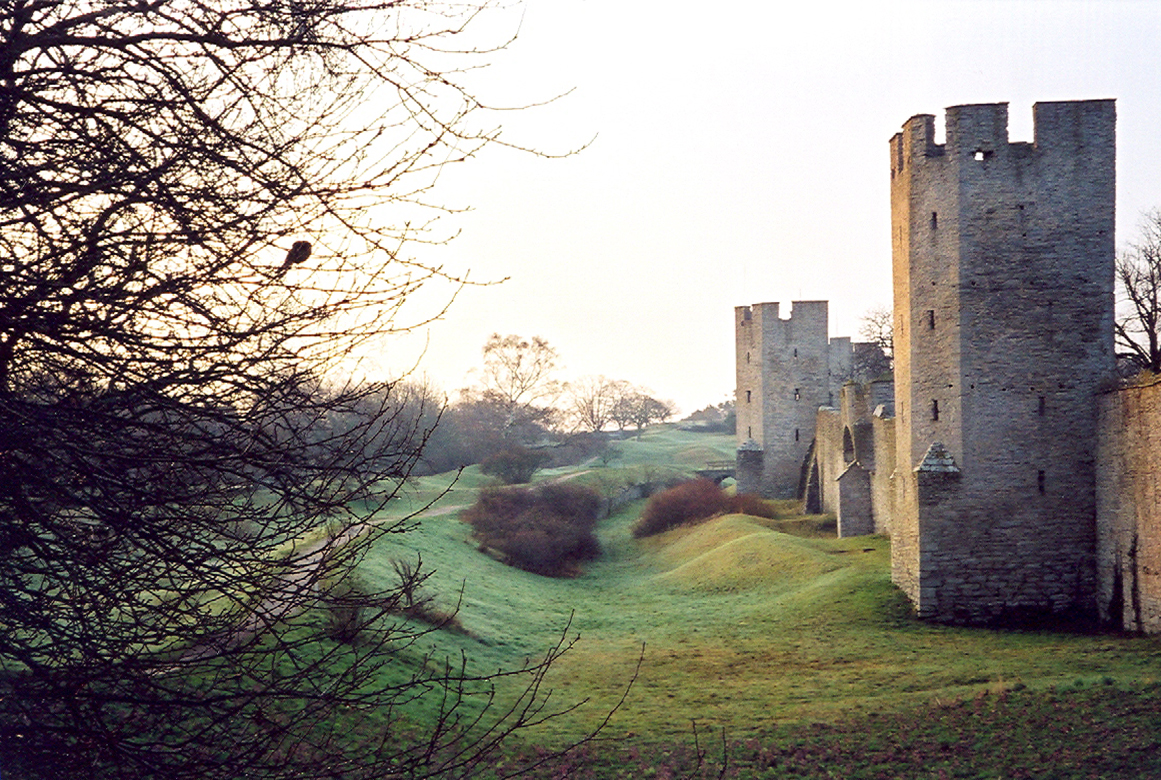
Северный ров
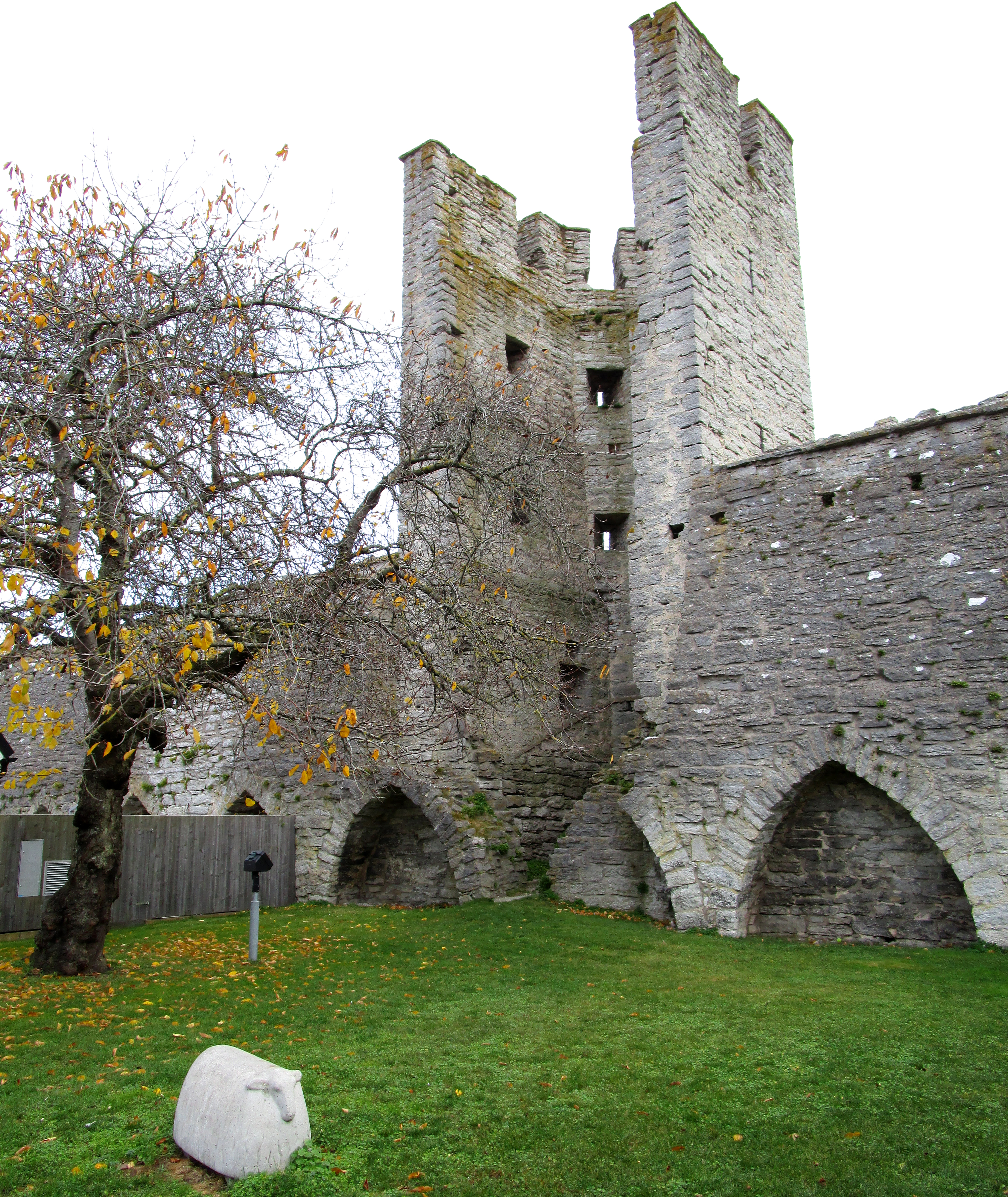
Бойницы в башне между Smörasken и Brunnsporten
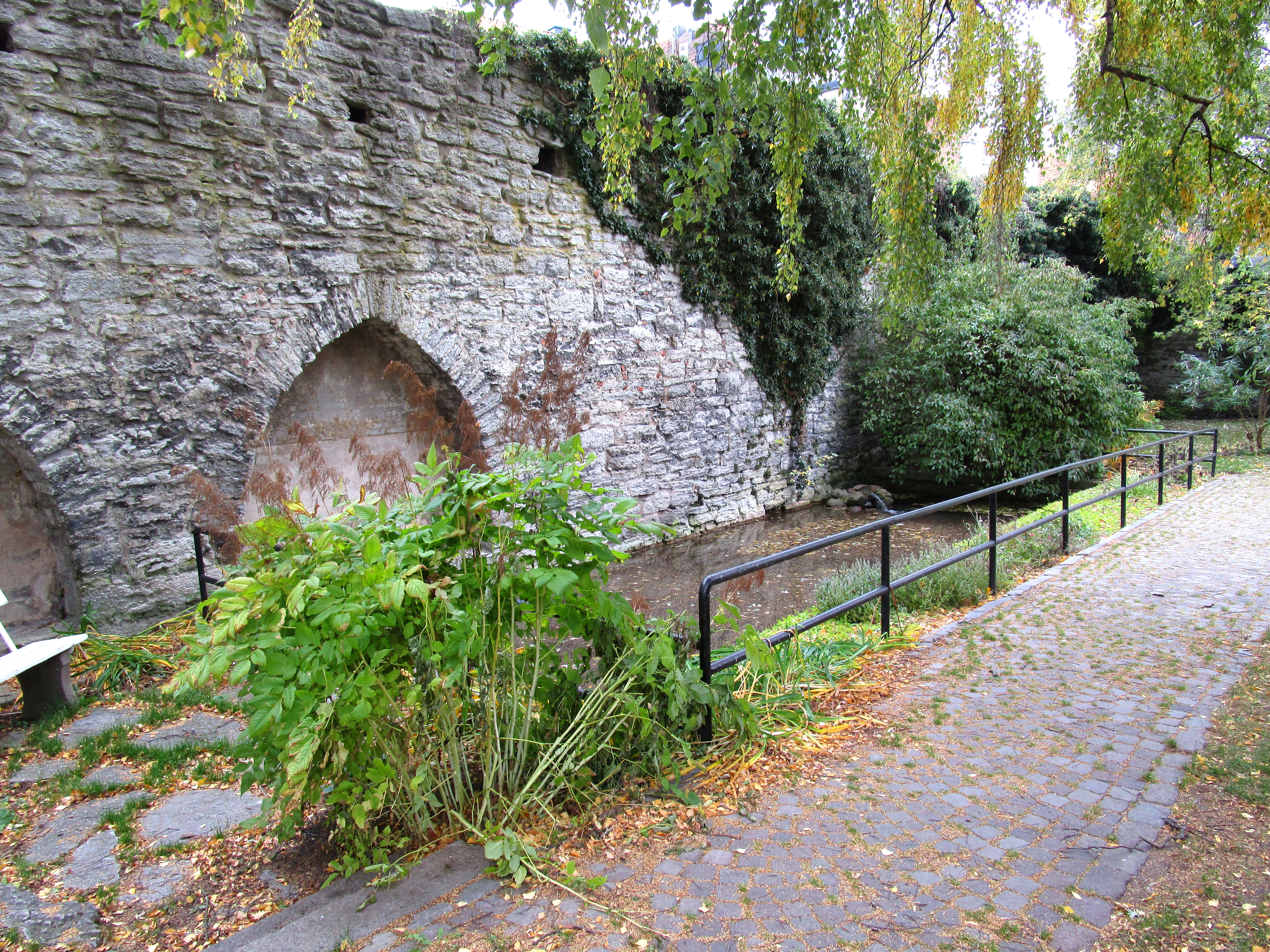
Пруд снаружи стены между «Большими» и «Малыми пляжными воротами»
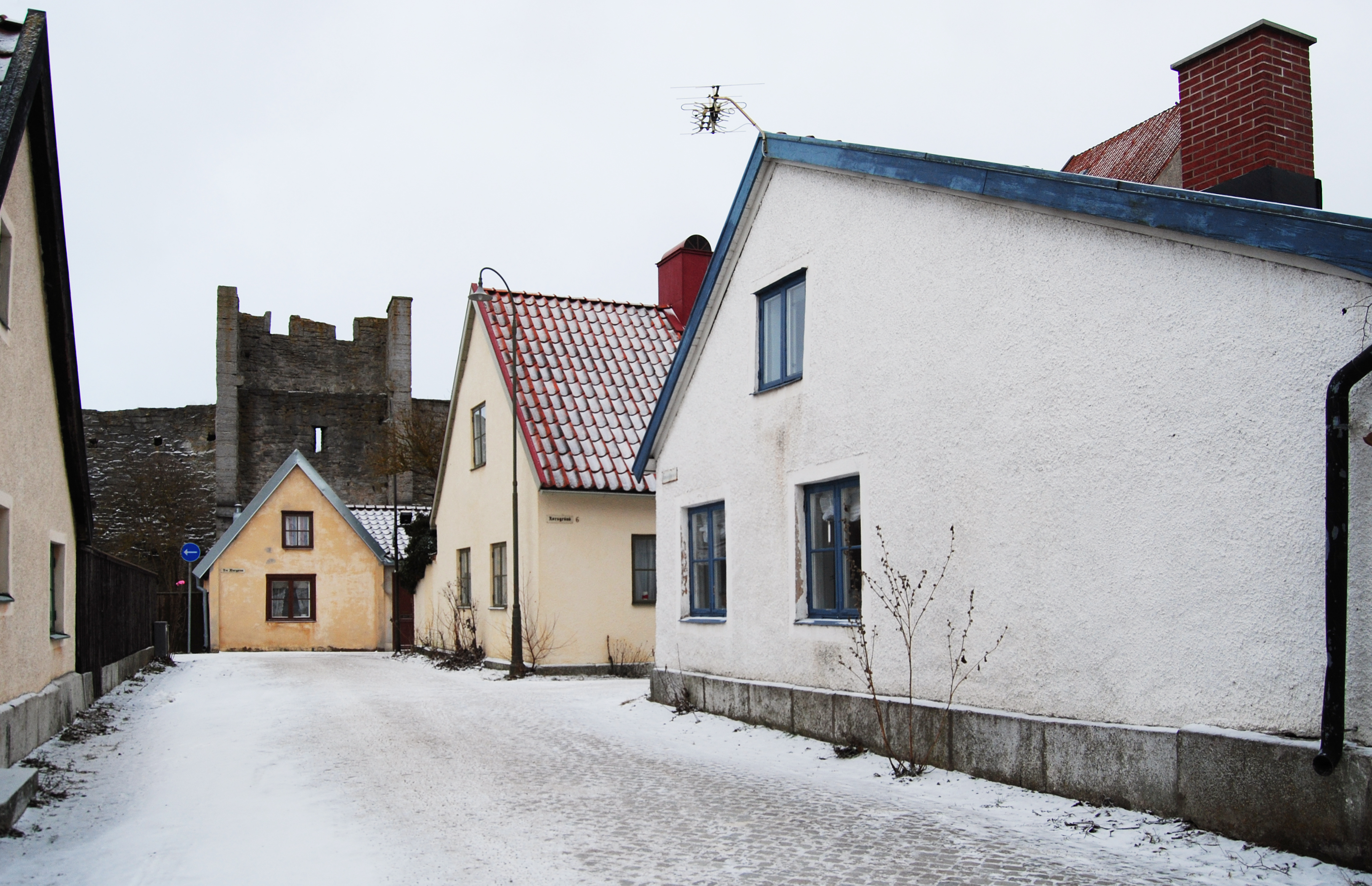
Вид на стену со стороны одной из городских улиц
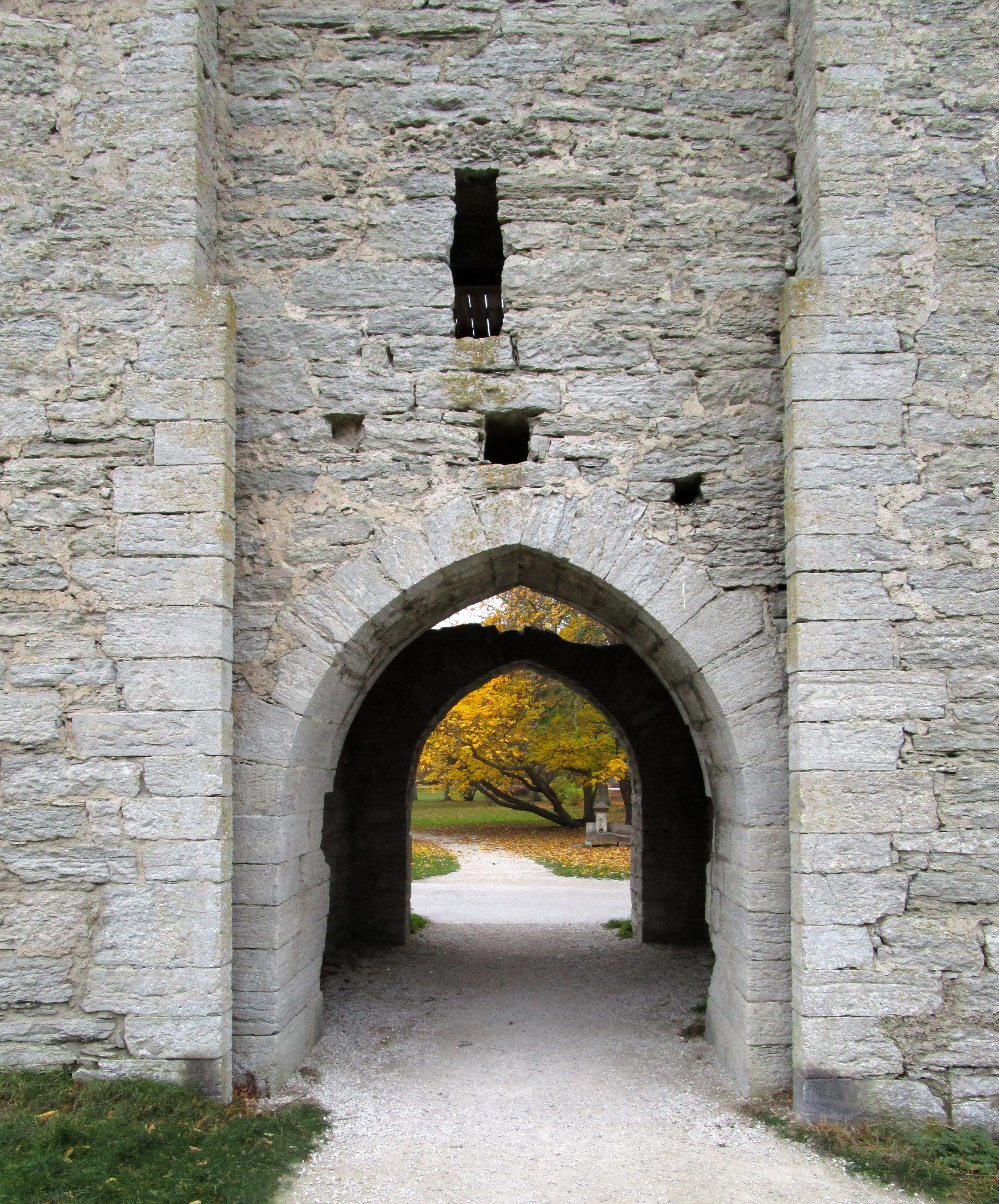
Ворота Snäckgärdsporten крупным планом